# Bistum Assisi-Nocera Umbra-Gualdo Tadino
Das Bistum Assisi-Nocera Umbra-Gualdo Tadino (lateinisch Dioecesis Assisiensis-Nucerina-Tadinensis, italienisch Diocesi di Assisi-Nocera Umbra-Gualdo Tadino) ist eine Diözese der römisch-katholischen Kirche in Italien mit Sitz in Assisi.

## Geschichte
Es wurde bereits im 3. Jahrhundert als Bistum Assisi begründet. Am 30. September 1986 wurde es mit dem Bistum Nocera Umbra-Gualdo Tadino vereinigt und trägt seitdem den oben genannten Namen. Das Bistum untersteht als Suffraganbistum dem Erzbistum Perugia-Città della Pieve.
Am 19. November 2005 ernannte Papst Benedikt XVI. Domenico Sorrentino zum neuen Bischof der Diözese. Sorrentino, der zuvor Sekretär der Kongregation für den Gottesdienst und die Sakramentenordnung gewesen war, darf seinen bisherigen Titel eines Erzbischofs weiterführen. Er ist der Nachfolger von Sergio Goretti, dessen Rücktrittsgesuch aus Altersgründen am selben Tag angenommen wurde.
Am 26. Juni 2021 verfügte Papst Franziskus die Vereinigung des Bistums Assisi-Nocera Umbra-Gualdo Tadino in persona episcopi mit dem Bistum Foligno. Bischof der so vereinigten Bistümer wurde der bisherige Bischof von Assisi-Nocera Umbra-Gualdo Tadino, Domenico Sorrentino.

## Liste der Bischöfe
- Domenico Sorrentino (seit 2005; seit 2021 auch Bischof von Foligno)

## Weblinks

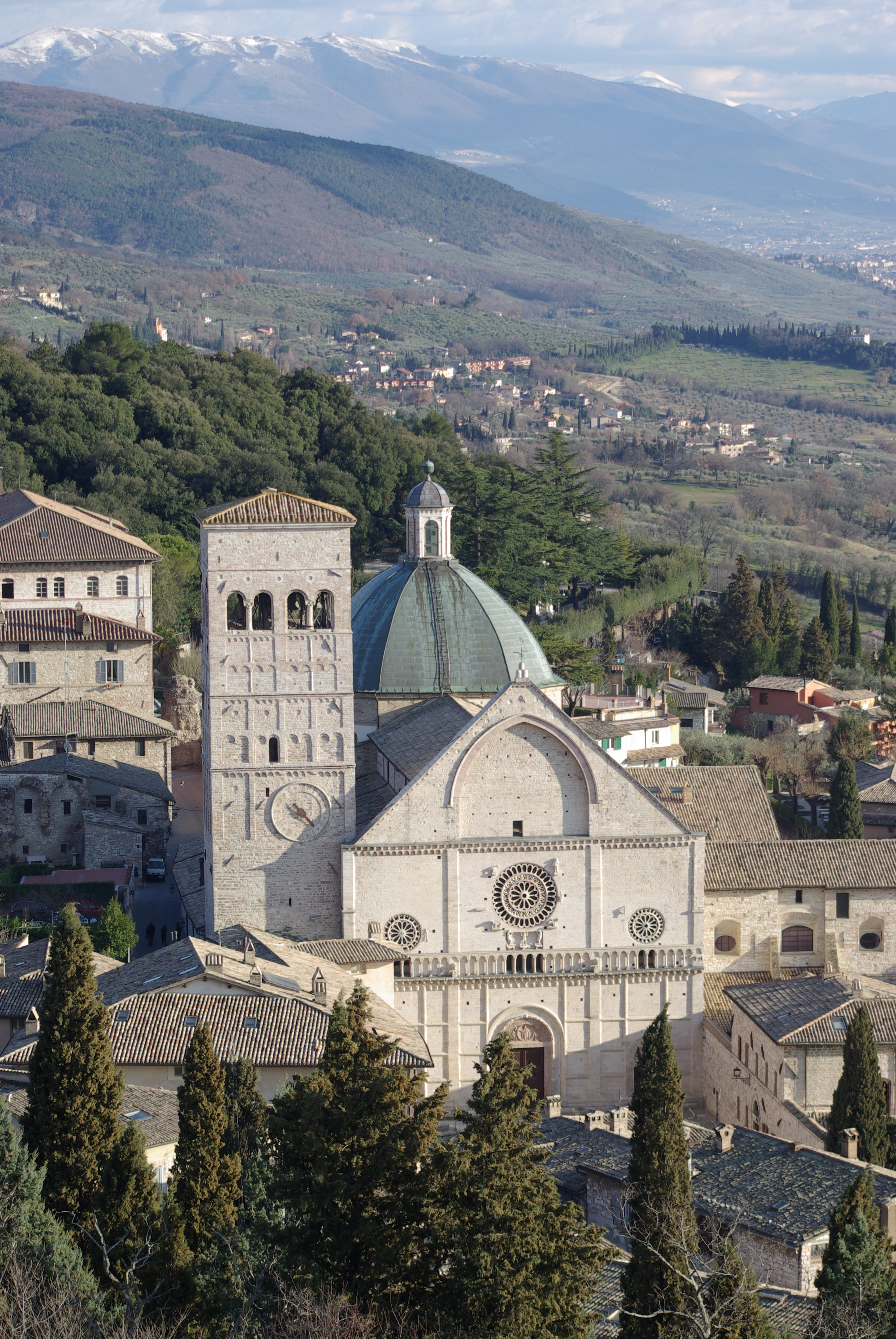
Kathedrale San Rufino, Assisi